# Prentice, Wisconsin
Prentice là một làng thuộc quận Price, tiểu bang Wisconsin, Hoa Kỳ. Năm 2006, dân số của làng này là 626 người.